# Blank Space

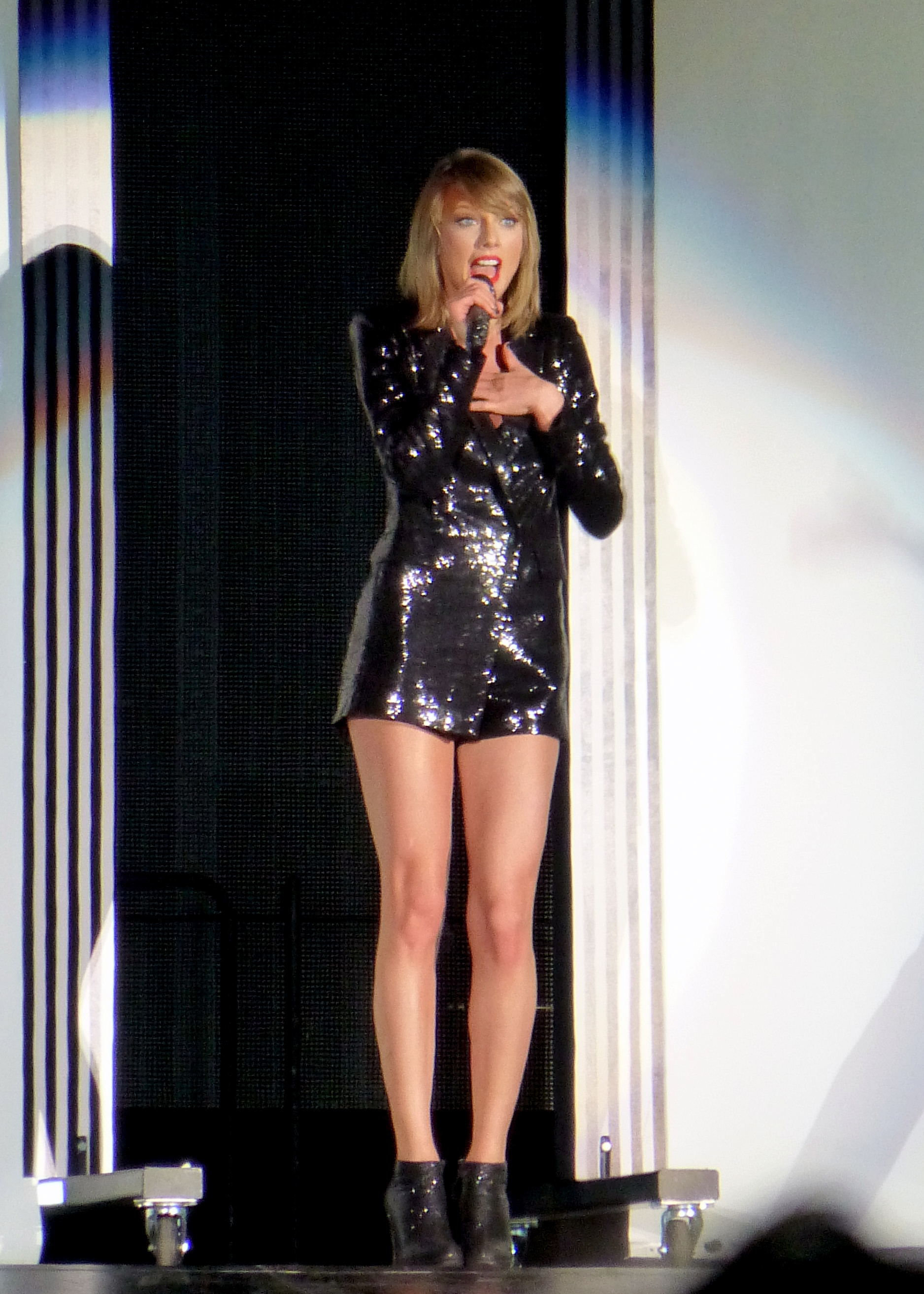
Свифт исполняет «Blank Space» во время тура The 1989 World Tour (2015)

«Blank Space» (с англ. — «Свободное место») — песня, записанная американской певицей Тейлор Свифт, и выпущенная как второй сингл из её пятого студийного альбома 1989, 2014 года выпуска. Композиция была написана Свифт в соавторстве с Максом Мартином и Шеллбэком, которые также выступили продюсерами.
Сингл занял первое место в Billboard Hot 100 (пробыв на вершине семь недель) и певица стала первой в 56-летней истории этого чарта женщиной, чьи синглы сместили друг друга на № 1 в США. Тираж «Blank Space» превысил 4 млн копий в США и он получил 8-кратную платиновую сертификацию Американская ассоциация звукозаписывающих компаний (RIAA). Песня получила три номинации на Грэмми и вошла в списки лучших песен десятилетия по версии Billboard, Rolling Stone и Slant Magazine. «Blank Space» была включена в список 500 величайших песен всех времён по версии журнала Rolling Stone в ревизованной версии 2021 года.
Джозеф Кан снял клип на песню «Blank Space», в котором Свифт предстает в образе ревнивой женщины, которая ведет себя неадекватно, заподозрив неверность своего бойфренда. Съемки проходили в основном в замке Охека, а несколько дополнительных сцен были сняты в поместье Вулворт. Музыкальное видео получил награды за лучшее поп-видео и лучшее женское видео на церемонии MTV Video Music Awards 2015 года. Музыкальное видео «Blank Space» в 2021 году было включено журналом Rolling Stone в список «100 лучших музыкальных видео всех времён». Свифт включила песню «Blank Space» в сет-листы двух своих концертных туров: The 1989 World Tour (2015) и Reputation Stadium Tour (2018). Песня была адаптирована в кавер-версии разных жанров несколькими рок-музыкантами, включая I Prevail и Райана Адамса.

## История
Вдохновленная синти-попом 1980-х годов с синтезаторами, барабанными падами и наложенным вокалом, Тейлор Свифт решила отойти от фирменного кантри-стиля своих предыдущих релизов и применить прямолинейный поп-продакшн для своего пятого студийного альбома 1989, который вышел в 2014 году. Процесс записи начался в середине 2013 года одновременно с началом хедлайнерского мирового турне The Red Tour Свифт в поддержку её четвёртого студийного альбома Red. В альбоме 1989 Свифт и шведский продюсер Макс Мартин выступили в качестве исполнительных продюсеров. Мартин и его частый коллега Шеллбэк спродюсировали семь из 13 песен стандартного издания альбома.
Будучи известной как «возлюбленная Америки» благодаря своему доброму и приземленному образу девушки по соседству, Свифт столкнулась с тем, что её репутация была подорвана из-за её истории романтических отношений с рядом знаменитостей. В 2013 году газета The New York Times утверждала, что её «история свиданий [уже] начала вызывать то, что похоже на начало обратной реакции», задаваясь вопросом, не переживает ли Свифт кризис четверти жизни. Газета Tampa Bay Times отметила, что до выхода альбома 1989 любовная жизнь Свифт стала предметом пристального внимания таблоидов и затмила её музыкальное творчество. Свифт не нравилось, что СМИ изображали её как «серийную спутницу жизни», считая, что это подрывает её профессиональную деятельность, и она стала сдержанно обсуждать свою личную жизнь на публике. Внимание таблоидов к её образу побудило Свифт писать сатирические песни о своем восприятии образа, в дополнение к традиционным романтическим темам.

## Композиция
«Blank Space» была написана Тейлор Свифт, Максом Мартином и Шеллбэком и представляет собой электропоп с элементами минимализма (minimal pop). Многие критики сравнивают эту песню с работами автора-исполнителя певицы Lorde. Вокал Тейлор Свифт находится в диапазоне от A♯3 (ля2) до C♯5 (до4), с превалированием F (фа).

## Отзывы
Песня получила одобрение критиков. После выхода 1989, Шейн Кимберлайн из британского издания musicOMH назвал «Blank Space» одной из лучших песен альбома. Кори Бэсли из PopMatters назвал песню «легко претендующей на звание лучшей поп-песни 2014 года». Сидни Гор из The 405 назвал песню «Blank Space» изюминкой альбома, а Эйми Клифф из Fact назвала её одной из «самых приятных песен Свифт на сегодняшний день» за то, что она изображает любовную жизнь Свифт в более масштабной манере. Роберт Лидхэм из британского электронного журнала Drowned in Sound написал, что Свифт удалось поэкспериментировать с новыми музыкальными стилями в 1989, выбрав в качестве примера «Blank Space».
Критик британской газеты The Observer Китти Эмпайр выбрала «Blank Space» как песню, демонстрирующую музыкальную и лирическую зрелость Свифт, назвав её «откровенно попсовой песней с интригующей скелетной основой». Пишущий для американской газеты Los Angeles Times Микаэль Вуд назвал композицию одной из лучших песен альбома благодаря мастерству написания песен Свифт. Критик газеты The New York Times Джон Караманика посчитал песню «Свифт на пике её популярности», которая «служит для утверждения одновременно её силы и её чопорности». Энди Гилл из The Independent был менее восторжен, назвав её «корпоративной бунтарской клишированной [sic]» песней.
Ретроспективные отзывы о «Blank Space» были положительными. Критик Алексис Петридис из британской газеты The Guardian в 2019 году назвал «Blank Space» лучшим синглом Свифт из всех выпущенных, отметив его успех в трансформации образа Свифт из кантри-певицы в поп-звезду благодаря его «непринужденной» мелодии и остроумному тексту. Рецензент Rolling Stone Роб Шеффилд написал: «Каждая секунда „Blank Space“ совершенна». Журнал Paste в 2020 году назвал песню «удивительно хорошо сделанной, заразительно запоминающейся и действительно смешной» и назвал её лучшей песней 1989 года. Селья Ранкин из Entertainment Weekly также назвала «Blank Space» лучшим треком в альбоме, похвалив сверхсложные тексты и запоминающееся поп-звучание 1980-х годов.

## Видео

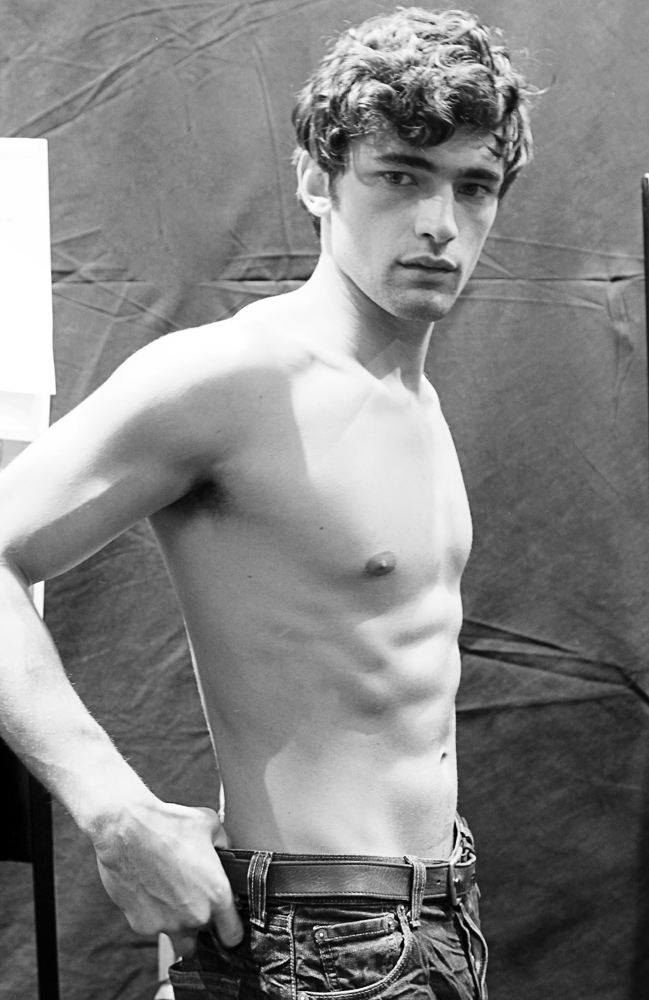
Американский манекенщик Шон О’Прай, голубоглазый партнёр-любовник Тейлор Свифт в видеоклипе.

Музыкальный видеоклип был снят известным американским режиссёром Джозефом Каном, лауреатом многих наград, включая Грэмми за видео Эминема «Without Me» и MTV Video Music Awards за «The Boy Is Mine» Бренди и Моники, «Toxic» Бритни Спирс, и «Always on My Mind» Алсу.
Видеоклип был снят за три дня в сентябре в двух разных местах Нью-Йорка на Лонг-Айленде. Большинство сцен сняты в усадьбе Oheka Castle (Хантингтон (Нью-Йорк)), в то время как внутренние дворцовые сцены снимали в историческом здании Woolworth Mansion. Партнёром Тейлор Свифт в клипе стал 25-летний американский манекенщик и модель Шон О’Прай.
Видео случайно просочилось в эфир на Yahoo! 10 ноября 2014 года, что несколько огорчило режиссёра Джозефа Кана, который посчитал это ошибкой. Позже он добавил, что было бы лучше, чтобы Тейлор Свифт сама представила свой клип.
По состоянию на август 2022 года видео имеет свыше 3 млрд просмотров на YouTube и является первым в истории видеоклипом женщины и вторым видеоклипом исполнительницы, добившимся таких результатов.

### Концепция
Джозеф Кан черпал вдохновение в фильме Стэнли Кубрика 1971 года «Заводной апельсин», создавая симметричный стиль кадрирования видео, назвав его «действительно забавным способом подхода к поп-видео». Видео начинается с того, что любовный интерес Свифт (его играет модель Шон О’Прай) едет на спортивном автомобиле Shelby AC Cobra к особняку Свифт. Прибыв на место, парень и Свифт быстро становятся влюбленной парой. Они вместе занимаются различными романтическими делами, танцуют, пишут портрет для него, гуляют по территории поместья и катаются на лошадях в лесу. На половине видео Свифт замечает, что её парень с кем-то переписывается, и пара начинает распадаться. Они начинают ссориться, и Свифт демонстрирует неуравновешенное поведение: бросает вазы, режет нарисованный портрет и сжигает одежду своего парня, что побуждает парня прекратить отношения. В кульминационный момент Свифт использует клюшку для гольфа, чтобы уничтожить машину своего парня, что является отсылкой к скандалу с изменой Тайгера Вудса в 2009 году. Когда парень покидает поместье, появляется новый мужчина (его играет Андреа Денвер), который даёт Свифт новую надежду на любовь.

### Отзывы
После выхода клипа СМИ сравнили его сюжет с детективным триллером «Исчезнувшая» (2014), в том смысле, что и Свифт, и главная героиня «Исчезнувшой» «[снимают] романтический лоск, которым она наделяла все свои отношения в прошлом». Рэндалл Робертс из Los Angeles Times написал, что Свифт сыграла «достойную Оскара» роль. Billboard высоко оценил кинематографическое качество и эстетику клипа и счёл самореферентный образ Свифт забавным, который послужил «глазурью на залитом кровью торте». Колумнист Джессика Валенти из The Guardian похвалила изображение Свифт её воспринимаемого образа и назвала клип «феминистской мечтой», где «узкие и сексистские карикатуры, приписываемые женщинам, разыгрываются для нашего развлечения, их полная нелепость выставлена напоказ».
Журнал USA Today в 2017 году назвал клип лучшим музыкальным видео Свифт на сегодняшний день, назвав его «чистой формой „искусства“». Spin также назвал его лучшим видео Свифт на сегодняшний день, похвалив сочетание гламурной эстетики и уморительного изображения репутации Свифт. Entertainment Weekly в 2020 году выбрал «Blank Space» лучшим видео среди синглов альбома 1989, описав его как «единственное музыкальное видео, которое можно искренне назвать [в стиле Стенли Кубрика]».
Музыкальное видео получил награды за Лучшее поп-видео и Лучшее женское видео на церемонии MTV Video Music Awards 2015 года.
Журнал Rolling Stone включил «Blank Space» в список 100 лучших видео всех времён (67-е место в «100 Greatest Music Videos of All Time»).

## Живые выступления
Тейлор Свифт представила песню «Blank Space» в живом исполнении на церемонии American Music Awards of 2014, которая прошла 23 ноября 2014 года в Лос-Анджелесе, а также на ежегодном показе Victoria’s Secret Fashion Show 2014 года в Лондоне.

## Коммерческий успех
Песня сразу возглавила цифровой чарт Hot Digital Songs (США) с продажами в 155 000 копий в первую неделю, став третьей песней из альбома 1989, достигшей первого места в Hot Digital Songs, а в сумме 9-м номером один для Свифт в этом хит-параде.
Это позволило Тейлор Свифт разделить 3-е место по числу цифровых хитов № 1 с Эминемом и превзойти Рианну по числу дебютов на № 1.
В основном хит-параде Billboard Hot 100 сингл «Blank Space» дебютировал на № 18. Во вторую неделю было продано 164 000 копий сингла (рост на 5 %) и он поднялся вверх на 13-е место в Hot 100, став Airplay Gainer. В итоге сингл смог возглавить Billboard Hot 100 на третьей неделе пребывания с проданными 328 000 копий (рост на 100 %; сразу поднявшись с № 13 на № 1). Таким образом Свифт стала первой певицей, которой удалось превзойти саму себя на вершине данного чарта. Это третий её чарттоппер после Shake It Off (который в эту же неделю упал на № 3) и «We Are Never Ever Getting Back Together» (2012). Тейлор Свифт стала 10-м исполнителем, сменившим самого себя на вершине чарта, после Beatles (у которых было три сингла № 1 подряд: «I Want to Hold Your Hand», «She Loves You» и «Can’t Buy Me Love»; 1964); Boyz II Men (1994); Puff Daddy (1997); Ja Rule (2002); Nelly (2002); OutKast (2004); Usher (2004); T.I. (2008) и Black Eyed Peas (2009).
В Великобритании к ноябрю 2015 года было продано более 650,000 копий сингла. К маю 2015 года было продано 3,980,000 копий сингла в США.
К январю 2016 года тираж «Blank Space» достиг 4 325 000 копий в США. По данным IFPI общий тираж в мире в 2015 году составил 9,2 млн единиц (с учётом продаж и трек-эквивалентных и стриминговых потоков).

## Участники записи
Из аннотации альбома 1989.
- Тейлор Свифт — вокал, автор
- Макс Мартин — продюсер, клавишные, программинг, автор
- Шеллбэк — продюсер, гитары, клавишные, перкуссия, программинг, автор
- Майкл Илберт — звукозапись
- Сэм Холланд — звукозапись
- Кори Байс — ассистент звукозаписи
- Сербэн Генеа — сведение
- Джон Хейнс — микширование
- Том Койн — мастеринг

## Чарты
| Чарт (2014-15)                             | Высшая позиция |
| ------------------------------------------ | -------------- |
| Австралия (ARIA)                           | 1              |
| Австрия (Ö3 Austria Top 40)                | 6              |
| Бельгия/Фландрия (Ultratop 50)             | 13             |
| Бельгия/Валлония (Ultratop 50)             | 26             |
| Бразилия (Billboard Hot 100)               | 59             |
| Болгария (IFPI)                            | 3              |
| Канада (Billboard Canadian Hot 100)        | 1              |
| Канада (Billboard AC)                      | 2              |
| Канада (Billboard CHR/Top 40)              | 1              |
| Канада (Billboard Hot AC)                  | 1              |
| Чехия (Rádio — Top 100)                    | 4              |
| Европа (Billboard Euro Digital Song Sales) | 1              |
| Финляндия (Latauslista Download)           | 1              |
| Франция (SNEP)                             | 27             |
| Германия (GfK)                             | 9              |
| Greece Digital Songs (Billboard)           | 2              |
| Венгрия (Single Top 40)                    | 7              |
| Ирландия (RÚV)                             | 1              |
| Ирландия (IRMA)                            | 4              |
| Израиль (Media Forest)                     | 4              |
| Италия (FIMI)                              | 27             |
| Япония (Billboard Japan Hot 100)           | 45             |
| (Lebanese Top 20)                          | 5              |
| Mexico Airplay (Billboard)                 | 2              |
| Нидерланды (Dutch Top 40)                  | 17             |
| Новая Зеландия (Recorded Music NZ)         | 2              |
| Польша (Polish Airplay Top 100)            | 2              |
| Portugal Digital Songs (Billboard)         | 5              |
| Шотландия (OCC Scotland)                   | 1              |
| Словакия (Rádio — Top 100)                 | 2              |
| Словения (SloTop50)                        | 9              |
| ЮАР (EMA)                                  | 1              |
| Южная Корея, International Chart (GAON)    | 54             |
| Испания (PROMUSICAE)                       | 16             |
| Швейцария (Schweizer Hitparade)            | 12             |
| Великобритания (OCC UK Singles)            | 4              |
| США (Billboard Hot 100)                    | 1              |
| США (Billboard Adult Contemporary)         | 1              |
| США (Billboard Adult Pop Airplay)          | 1              |
| США (Billboard Dance Club Songs)           | 23             |
| США (Billboard Latin Airplay)              | 48             |
| США (Billboard Latin Pop Airplay)          | 27             |
| США (Billboard Pop Airplay)                | 1              |
| США (Billboard Rhythmic)                   | 14             |
| Венесуэла (Record Report)                  | 75             |

| Чарт (2014)                          | Позиция |
| ------------------------------------ | ------- |
| Australia (ARIA)                     | 28      |
| New Zealand (Recorded Music NZ)      | 46      |
| UK Singles (Official Charts Company) | 79      |

| Чарт (2015)                          | Позиция |
| ------------------------------------ | ------- |
| Australia (ARIA)                     | 55      |
| Canada (Canadian Hot 100)            | 6       |
| Germany (Official German Charts)     | 80      |
| Poland (ZPAV)                        | 33      |
| Slovenia (SloTop50)                  | 15      |
| UK Singles (Official Charts Company) | 67      |
| US Billboard Hot 100                 | 7       |
| US Adult Contemporary (Billboard)    | 5       |
| US Adult Top 40 (Billboard)          | 9       |
| US Dance/Mix Show Songs (Billboard)  | 21      |
| US Mainstream Top 40 (Billboard)     | 6       |

| Чарт (2016)             | Позиция |
| ----------------------- | ------- |
| Brazil (Brasil Hot 100) | 74      |

| Чарт (2010—2019)     | Позиция |
| -------------------- | ------- |
| Australia (ARIA)     | 84      |
| US Billboard Hot 100 | 65      |

| Чарт (1958—2018)     | Позиция |
| -------------------- | ------- |
| US Billboard Hot 100 | 387     |

## Награды и номинации
| Год  | Организация                                             | Награда                                  | Результат | Ссылка  |
| ---- | ------------------------------------------------------- | ---------------------------------------- | --------- | ------- |
| 2015 | MTV Video Music Awards (2015)                           | Best Pop Video                           | Победа    | [ 125 ] |
| 2015 | MTV Video Music Awards (2015)                           | Best Female Video                        | Победа    | [ 125 ] |
| 2015 | Прайм-таймовая премия креативных искусств «Эмми» (2015) | Original Interactive Program             | Победа    | [ 126 ] |
| 2015 | American Music Awards (2015)                            | Song of the Year                         | Победа    | [ 127 ] |
| 2015 | Billboard Music Awards                                  | Top Streaming Song (Video)               | Номинация |         |
| 2015 | APRA Awards (Australia)                                 | International Work of the Year           | Номинация | [ 128 ] |
| 2015 | Teen Choice Awards                                      | Choice Party Song                        | Номинация | [ 129 ] |
| 2015 | Premios Juventud                                        | Favourite Hit                            | Победа    | [ 130 ] |
| 2015 | iHeartRadio Much Music Video Awards                     | International Video of the Year — Artist | Номинация |         |
| 2015 | iHeartRadio Music Awards                                | Song of the Year                         | Номинация |         |
| 2015 | iHeartRadio Music Awards                                | Best Lyrics                              | Победа    | [ 131 ] |
| 2015 | BMI Awards                                              |                                          |           |         |
| 2015 | Award-Winning Songs                                     | Победа                                   |           |         |
| 2015 | Publisher of the Year                                   | Победа                                   | [ 132 ]   |         |
| 2016 | Grammy Awards                                           | Record of the Year                       | Номинация | [ 133 ] |
| 2016 | Grammy Awards                                           | Song of the Year                         | Номинация | [ 133 ] |
| 2016 | Grammy Awards                                           | Best Pop Solo Performance                | Номинация | [ 133 ] |

## Сертификации
| Регион | Сертификация  | Продажи   |
| --- | ------------- | --------- |
| Австралия (ARIA) | 8× Платиновый | 560 000   |
| Канада (Music Canada) | 4× Платиновый | 320 000*  |
| Дания (IFPI Danmark) | Платиновый    | 90 000    |
| Германия (BVMI) | Золотой       | 200 000   |
| Италия (FIMI) | Платиновый    | 50 000    |
| Япония (RIAJ) | Золотой       | 100 000*  |
| Мексика (AMPROFON) | Золотой       | 30 000*   |
| Новая Зеландия (RMNZ) | 4× Платиновый | 120 000   |
| Норвегия (IFPI Norway) | Платиновый    | 60 000    |
| Польша (ZPAV) | 4× Платиновый | 200 000   |
| Португалия (AFP) | 2× Платиновый | 40 000    |
| Швейцария (IFPI Switzerland) | Золотой       | 15 000    |
| Великобритания (BPI) | 3× Платиновый | 1 800 000 |
| США (RIAA) | 8× Платиновый | 8 000 000 |
| * Данные о продажах приведены только на основе сертификации. · Данные о продажах + прослушиваниях приведены только на основе сертификации. |               |           |

## История выхода
| Регион   | Дата           | Формат                       | Лейбл                | Ссылки  |
| -------- | -------------- | ---------------------------- | -------------------- | ------- |
| США      | 10 ноября 2014 | Rhythmic crossover radio     | Big Machine Republic | [ 148 ] |
| США      | 10 ноября 2014 | Hot adult contemporary radio | Big Machine Republic | [ 149 ] |
| США      | 11 ноября 2014 | Contemporary hit radio       | Big Machine Republic | [ 150 ] |
| Германия | 2 января 2015  | CD single                    | Universal            | [ 151 ] |

## Blank Space (Taylor’s Version)
Перезаписанная версия песни «Blank Space», получившая название «Blank Space (Taylor’s Version)», была выпущена 27 октября 2023 года в составе четвёртого перезаписанного альбома Свифт 1989 (Taylor’s Version). Песня является частью перезаписанной музыки Свифт после спора о праве собственности на мастера ее старой дискографии.

### Чарты
| Чарт (2023)                               | Высшая позиция |
| ----------------------------------------- | -------------- |
| Австралия (ARIA)                          | 9              |
| Новая Зеландия (Recorded Music NZ)        | 12             |
| Швеция (Sverigetopplistan)                | 66             |
| Великобритания (OCC UK Singles Downloads) | 35             |
| Великобритания (UK Singles Sales, OCC)    | 40             |
| Великобритания (UK Streaming, OCC)        | 17             |